# Psammophis
Psammophis là một chi rắn trong họ Psammophiidae. Chi này gồm 33 loài, thường được tìm thấy ở châu Phi và châu Á.

## Các loài
Chi này gồm các loài sau:
- Psammophis aegyptius Marx [fr], 1958
- Psammophis afroccidentalis Trape, Böhme [de], & Mediannikov, 2019
- Psammophis angolensis (Bocage, 1872)
- Psammophis ansorgii Boulenger, 1905
- Psammophis biseriatus W. Peters, 1881
- Psammophis brevirostris W. Peters, 1881
- Psammophis condanarus (Merrem, 1820)
- Psammophis crucifer (Daudin, 1803)
- Psammophis elegans (Shaw, 1802)
- Psammophis indochinensis M.A. Smith, 1943
- Psammophis jallae Peracca, 1896
- Psammophis leightoni Boulenger, 1902
- Psammophis leithii Günther, 1869
- Psammophis leopardinus Bocage, 1887
- Psammophis lineatus (A.M.C. Duméril, Bibron & A.H.A. Duméril, 1854)
- Psammophis lineolatus (Brandt, 1838)
- Psammophis longifrons Boulenger, 1896
- Psammophis mossambicus W. Peters, 1882
- Psammophis notostictus W. Peters, 1867
- Psammophis orientalis Broadley, 1977
- Psammophis phillipsii (Hallowell, 1844)
- Psammophis praeornatus (Schlegel, 1837)
- Psammophis pulcher Boulenger, 1895
- Psammophis punctulatus A.M.C. Duméril, Bibron & A.H.A. Duméril, 1854
- Psammophis rukwae Broadley, 1966
- Psammophis schokari (Forskål, 1775)
- Psammophis sibilans (Linnaeus, 1758)
- Psammophis subtaeniatus W. Peters, 1882
- Psammophis sudanensis F. Werner, 1919
- Psammophis tanganicus Loveridge, 1940
- Psammophis trigrammus Günther, 1865
- Psammophis turpanensis Chen, Liu, Cai, Li, Wu, & Guo, 2021
- Psammophis zambiensis Hughes, 2002

### Loài đã tuyệt chủng
- †Psammophis odysseus Georgalis, Szyndlar, 2022